# Žaga (gmina Kamnik)
Žaga – wieś w Słowenii, w gminie Kamnik. W 2018 roku liczyła 63 mieszkańców.